# دمیتری گراوه
دمیتری الکساندروویچ گراوه (روسی: Дми́трий Алекса́ндрович Гра́ве؛ ۶ سپتامبر ۱۸۶۳ – ۱۹ دسامبر ۱۹۳۹) ریاضی‌دان اهل روسیه و شوروی بود.
نائوم آخیئزر، نیکلای چبوتاریوف، میخائیل کراوچوک و بوریس دیلونه از جمله دانشجویان وی بودند.